# Mercury Lynx
Mercury Lynx – samochód osobowy klasy kompaktowej produkowany pod amerykańską marką Mercury w latach 1980–1987.

## Historia i opis modelu

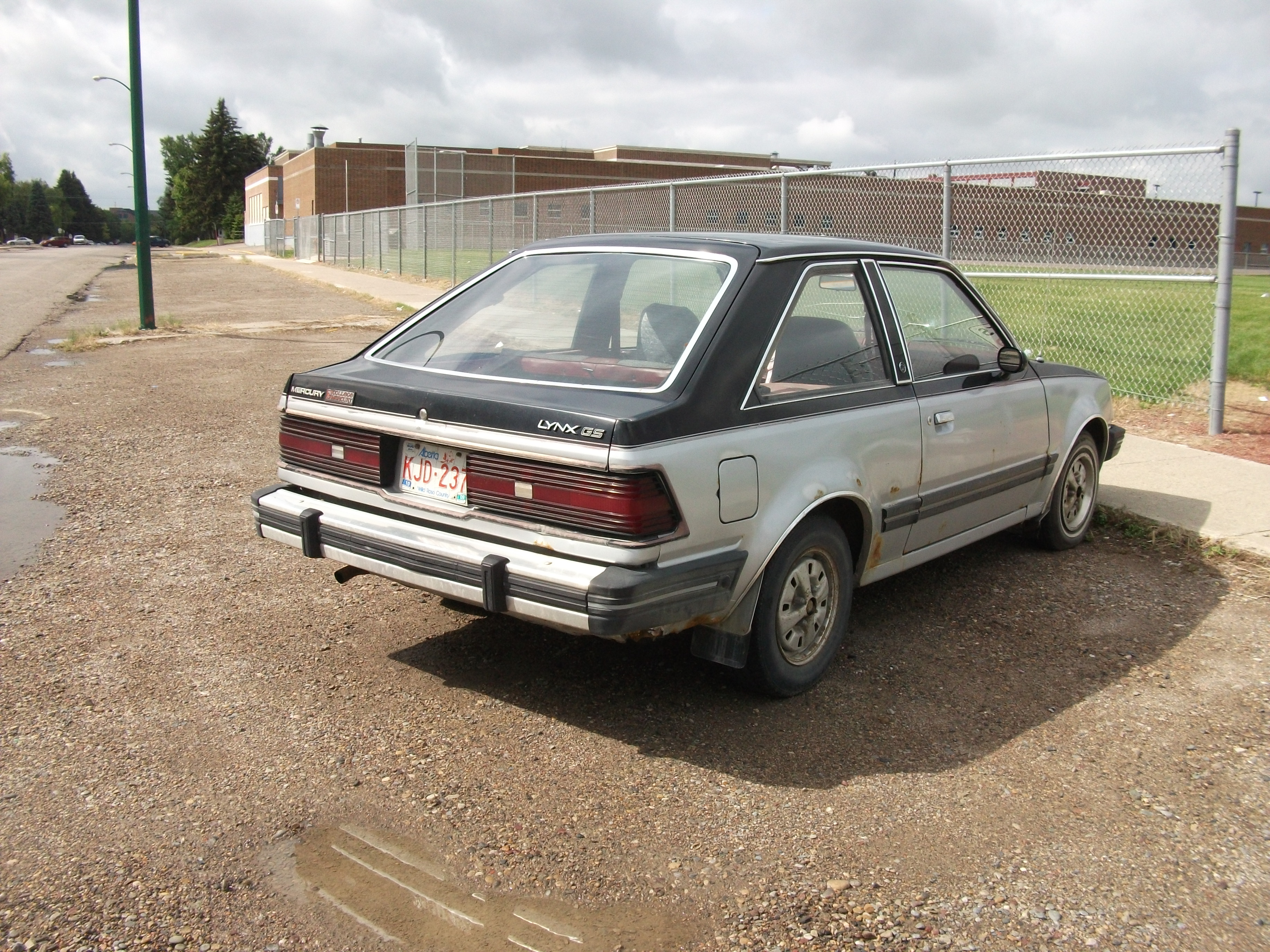
Mercury Lynx – tył

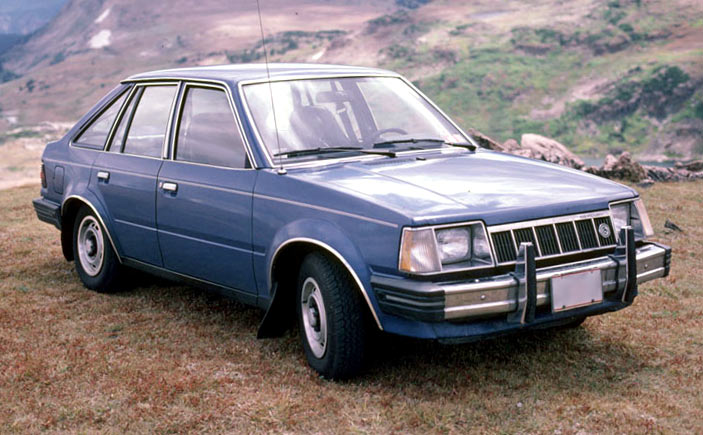
Mercury Lynx 5D

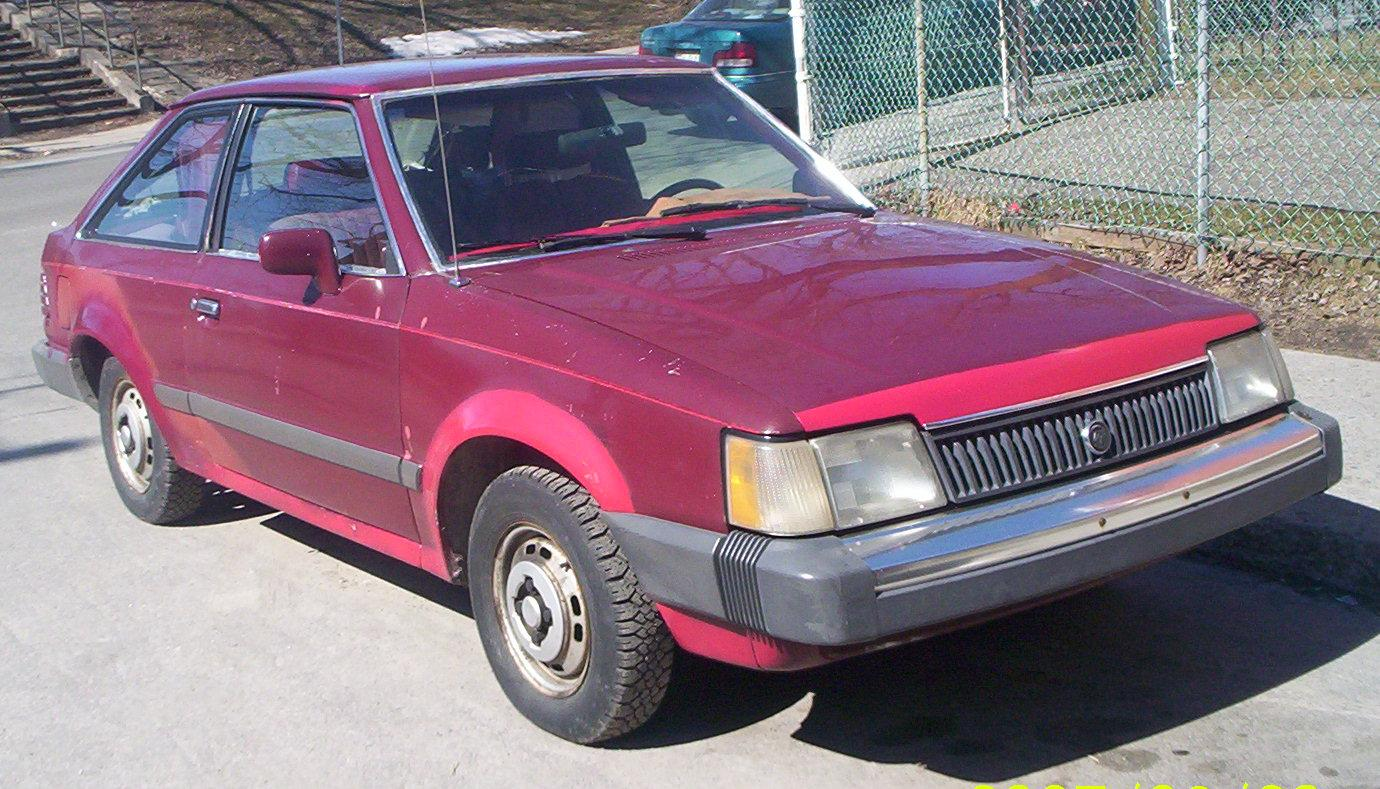
Mercury Lynx po liftingu

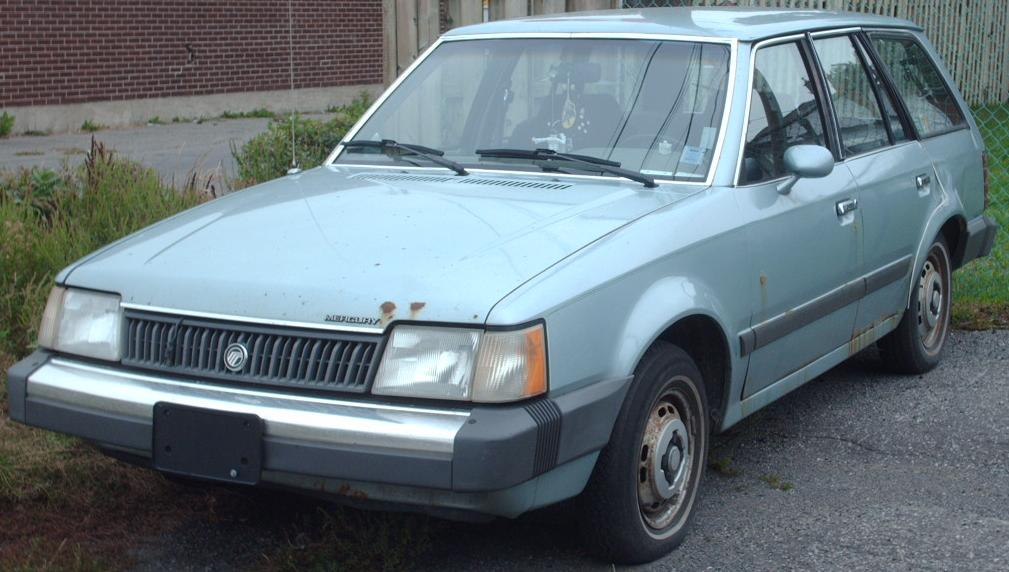
Mercury Lynx Kombi

Pojazd został wprowadzony jako następca modelu Bobcat, debiutując równolegle z bliźniaczym modelem Forda – Escortem. Początkowo samochód dostępny był jako 3-drzwiowy hatchback, w 1982 do oferty dołączyła wersja 5-drzwiowa oraz kombi. Główna różnica między Escortem a Lynxem to wygląd atrapy chłodnicy, a także więcej chromowanych akcentów.
Mercury Lynx dostępny był w kilku opcjach wyposażenia: Basis, L, GL, GS i usportowionej RS. Podstawowym źródłem napędu była benzynowa jednostka R4 1.6 o mocy maksymalnej 66 KM (48,5 kW) zblokowana z 4-biegową manualną bądź 3-biegową automatyczną skrzynią biegów. Od 1982 zaczęto oferować wzmocniony do 81 KM (59,5 kW) silnik, moc podstawowej jednostki wzrosła zaś do 71 KM (52 kW). Rok później wprowadzono silnik 1.6 z wtryskiem paliwa (89 KM/65 kW).
W 1984 dodano do gamy jednostek napędowych wolnossący wysokoprężny motor o pojemności dwóch litrów i mocy maksymalnej 53 KM (39 kW). W tym samym roku wprowadzono turbodoładowaną jednostkę 1.6 generującą 122 KM (90 kW) zblokowaną z 5-biegową skrzynią manualną. Najmocniejszy wariant Lynxa dostępny był tylko w 5-drzwiowym nadwoziu, nosił oznaczenie LTS.

### Lifting
Z początkiem roku 1985 ujednolicono gamę modeli, przeprowadzono także obszerną restylizację nadwozia. Zmienił się wygląd atrapy chłodnicy, a także zmodyfikowano reflektory, zderzaki i wygląd tylnych lamp.
Ponadto, wprowadzono też nowy benzynowy silnik R4 1.9 (87–109 KM/64–80 kW), bez zmian pozostawiając jednocześnie diesla i turbo. W 1987 wszystkie jednostki 1.9 otrzymały wtrysk paliwa, co zwiększyło moc maksymalną do 91–117 KM (67–86 kW, w zależności od wersji). Do zakończenia produkcji w 1987 powstało prawie 600 000 egzemplarzy modelu, następcą został Mercury Tracer.

### Silniki
- R4 1.6l
- R4 1.6l Turbo
- R4 1.9l
- R4 2.0l Diesel